# Arthur Mayer
Arthur Mayer (* 8. Dezember 1911 in Ottenbach; † 26. Februar 1998 in München) war ein deutscher Psychologe.

## Leben

### Familie und Ausbildung
Der katholisch getaufte, gebürtige Ottenbacher Arthur Mayer, Sohn des Hauptlehrers Alfons Mayer und dessen Ehegattin Maria, legte 1931 das Abitur am Realgymnasium in Göppingen ab. Nach einem daran anschließenden Naturwissenschaftsstudium wechselte Arthur Mayer 1933 zum Studium der scholastischen Philosophie an die Hochschule für Philosophie München nach Pullach. In den Jahren 1937 bis 1940 erhielt er eine Ausbildung zum katholischen Geistlichen im Jesuiteninternat St. Blasien, 1939 erfolgte seine Entlassung aus dem Jesuitenorden aus Krankheits sowie politischen Gründen. Seit 1940 widmete er sich dem Studium der Psychologie bei Erich Rothacker an der Rheinischen Friedrich-Wilhelms-Universität Bonn, das er 1943 mit dem Diplom in Psychologie abschloss. 1945 wurde Arthur Mayer zum Dr. phil. promoviert.
Arthur Mayer heiratete im Jahre 1953 Alice geborene Schölich. Dieser Ehe entstammten drei Kinder. Er verstarb Ende Februar 1998 im Alter von 86 Jahren in München.

### Beruflicher Werdegang
Arthur Mayer trat nach dem Studienabschluss eine Stelle als Berufsberater für Hirnverletzte am Institut für Klinische Psychologie in Bonn an, 1944 übernahm er eine leitende Tätigkeit als Berufsberater im Bezirk der Arbeitsämter Heidelberg, Mannheim, Pforzheim und Mosbach. 1948 ging Arthur Mayer als Assistent von Edmund Lysinski an die 1945 wiederbegründete Wirtschaftshochschule Mannheim, 1951 habilitierte er sich als Privatdozent im Fach Psychologie, 1954 wurde er zum außerplanmäßigen, 1957 zum außerordentlichen, 1959 zum ordentlichen Professor und Direktor des Psychologischen Instituts ernannt. 1963 folgte Arthur Mayer einem Ruf auf die ordentliche Professur für Angewandte Psychologie an der Ludwig-Maximilians-Universität München. Mayer, dem innerhalb des Instituts für Psychologie die Leitung der Abteilung für Angewandte Psychologie übertragen wurde, trat 1977 in den Ruhestand.
Arthur Mayer war Mitglied des Berufsverbandes deutscher Psychologinnen und Psychologen, dem er von 1954 bis 1956 als Präsident vorstand. 1987 wurde er in Anerkennung seiner besonderen Verdienste um die Angewandte Psychologie mit der Hugo-Münsterberg-Medaille ausgezeichnet. Mayer trat insbesondere durch Abhandlungen betreffend den Bereich der Betriebspsychologie hervor.

## Publikationen
- Autor
- Die soziale Rationalisierung des Industriebetriebes; ein Beitrag zur theoretischen Grundlegung einer Sozialpsychologie des Industriebetriebes. Habilitationsschrift Wirtschaftshochschule Mannheim, W. Steinebach, München, 1951
- zusammen mit Heinz Laur: Die ungenützten Kräfte : Bessere Zusammenarbeit und höhere Produktivität durch Kenntnis und Pflege der menschlichen Beziehungen im Betrieb. Steinebach, München, Düsseldorf, 1953
- Mensch und Arbeit. Mensch und Arbeit, Arbeitsgemeinschaft zur Förderung der Arbeitsbeziehungen in Baden-Württemberg, Stuttgart, 1954
- zusammen mit Herbert Lehmann: Der Jugendliche im Betrieb. Mensch und Arbeit, Arbeitsgemeinschaft zur Förderung der Arbeitsbeziehungen in Baden-Württemberg, Stuttgart, 1955
- Herausgeber
- zusammen mit Bernhard Herwig: Handbuch der Psychologie 9. Band Betriebspsychologie. Verlag für Psychologie, Göttingen, 1961
- Organisationspsychologie. in: Poeschel-Reader, 3., 1. Auflage, Poeschel, Stuttgart, 1978